# Sisters in Arms (phim 2019)
Sisters in Arms hay Chị em chiến binh là tên một bộ phim của Pháp thể loại chính kịch về chiến tranh dựa trên các sự kiện có thật trong cuộc chiến đấu giải phóng nữ nô lệ và giành quyền bình đẳng nữ giới ở Syria và Iraq, chống ISIS. Phim do Caroline Fourest viết kịch bản và đạo diễn. Phim được khởi chiếu ở Pháp vào ngày 9 tháng 10 năm 2019.  Tên nguyên gốc của bộ phim trong tiếng Pháp là Sœurs d'armes (chị em ruột từ quân ngũ), đã dịch ra tiếng Anh là "Sisters in Arms"; ở Việt Nam đã chiếu trên kênh truyền hình Cinemax có phụ đề tiếng Việt, dưới tên "Đội nữ chiến binh".
Ngày đầu phát hành trên 141 rạp chiếu phim, mới có tổng cộng 6.575 người xem. Năm ngày sau đã đạt được 38.318 lượt xem và hết tuần đầu tiên đã có 48.528 lượt người xem. Ngân sách cho sản xuất được công bố là 5,2 - 5,6 triệu €.

## Tóm tắt
Kenza và Yaël là hai phụ nữ trẻ người Pháp, tình nguyện đến Syria để tham gia công cuộc giải phóng phụ nữ ở Kurd. Họ được biên chế vào đội "Con rắn đỏ" là lực lượng nữ chiến binh thuộc một liên minh quốc tế chống ISIS. Trong quân ngũ, mọi người gọi nhau là "camarade" (đồng chí). Ở đây, Kenza và Yaël gặp Zara, là một phụ nữ người Yazidi vốn bị bắt làm nô lệ tình dục, sau được cứu, trốn thoát và tình nguyện tham gia "Con rắn đỏ" để trả thù cha và cứu em trai. Tuy cả ba người phụ nữ sinh ra ở các nền văn hóa khác nhau, nghề nghiệp và quá khứ khác nhau, nhưng qua các cuộc chiến thực sự, cùng trải hy sinh gian khổ, họ trở nên rất đoàn kết, gắn bó như chị em ruột thịt trong một gia đình.

## Đạo diễn và các vai chính

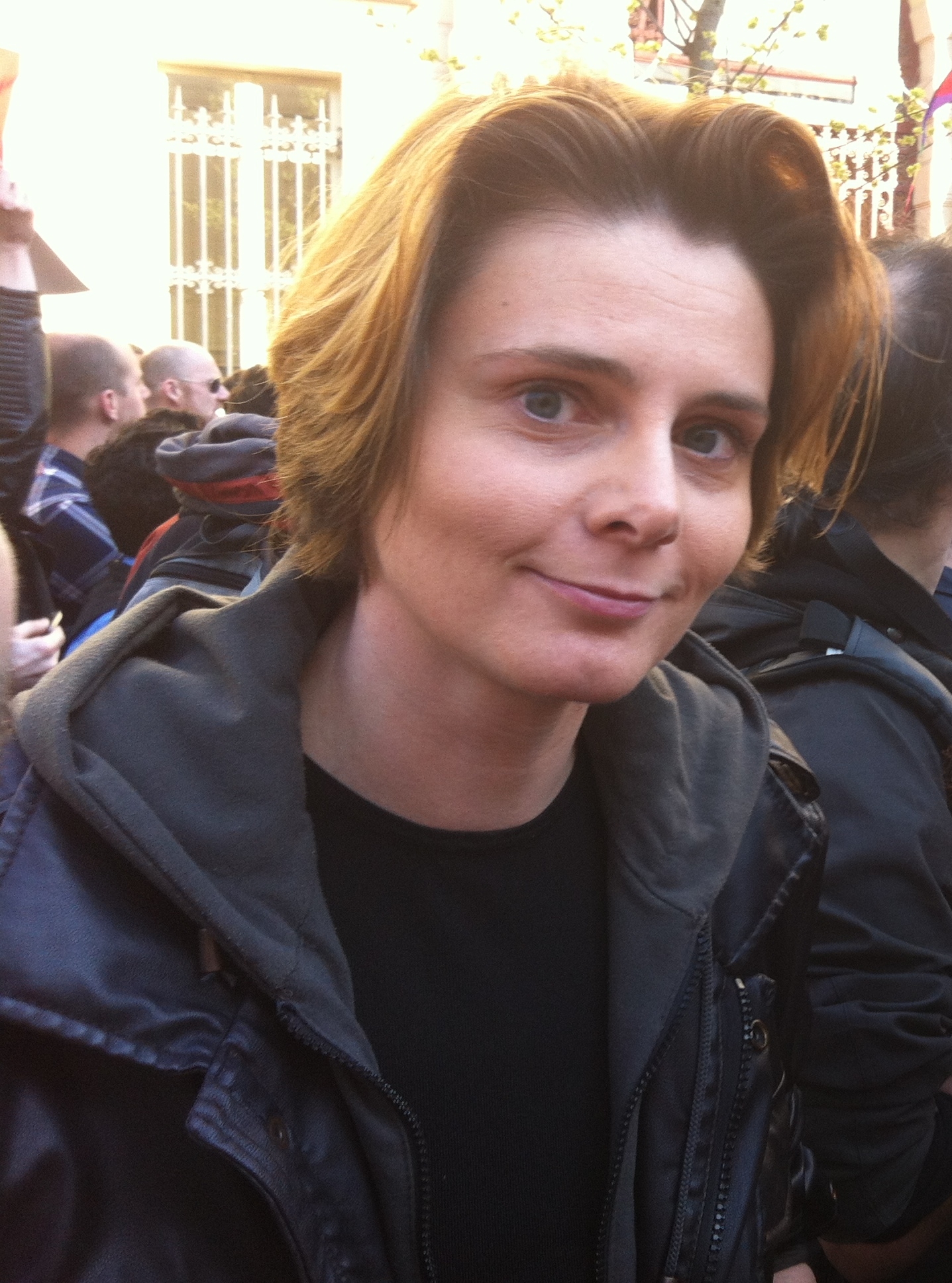
Nữ đạo diễn Caroline Fourest (ảnh chụp năm 2013).

Năm 2018, khi nữ đạo diễn Caroline Fourest hoàn thành kịch bản ban đầu, bà đã lấy tên cho bộ phim là "Serpent rouge" (con rắn đỏ), nhưng cuối cùng bà đổi tên là "Sœurs d'armes" để nêu bật tình cảm như chị em ruột thịt giữa các nữ binh sĩ nảy sinh từ chiến đấu trong quân ngũ.
- Dilan Gwyn trong vai Zara;
- Amira Casar trong vai chỉ huy đội nữ binh;
- Camélia Jordana trong vai Kenza;
- Esther Garrel trong vai Yaël;
- Nanna Blondell trong vai Snipe;
- Pascal Greggory trong vai chỉ huy liên minh;
- Noush Skaugen trong vai Lady Kurda.

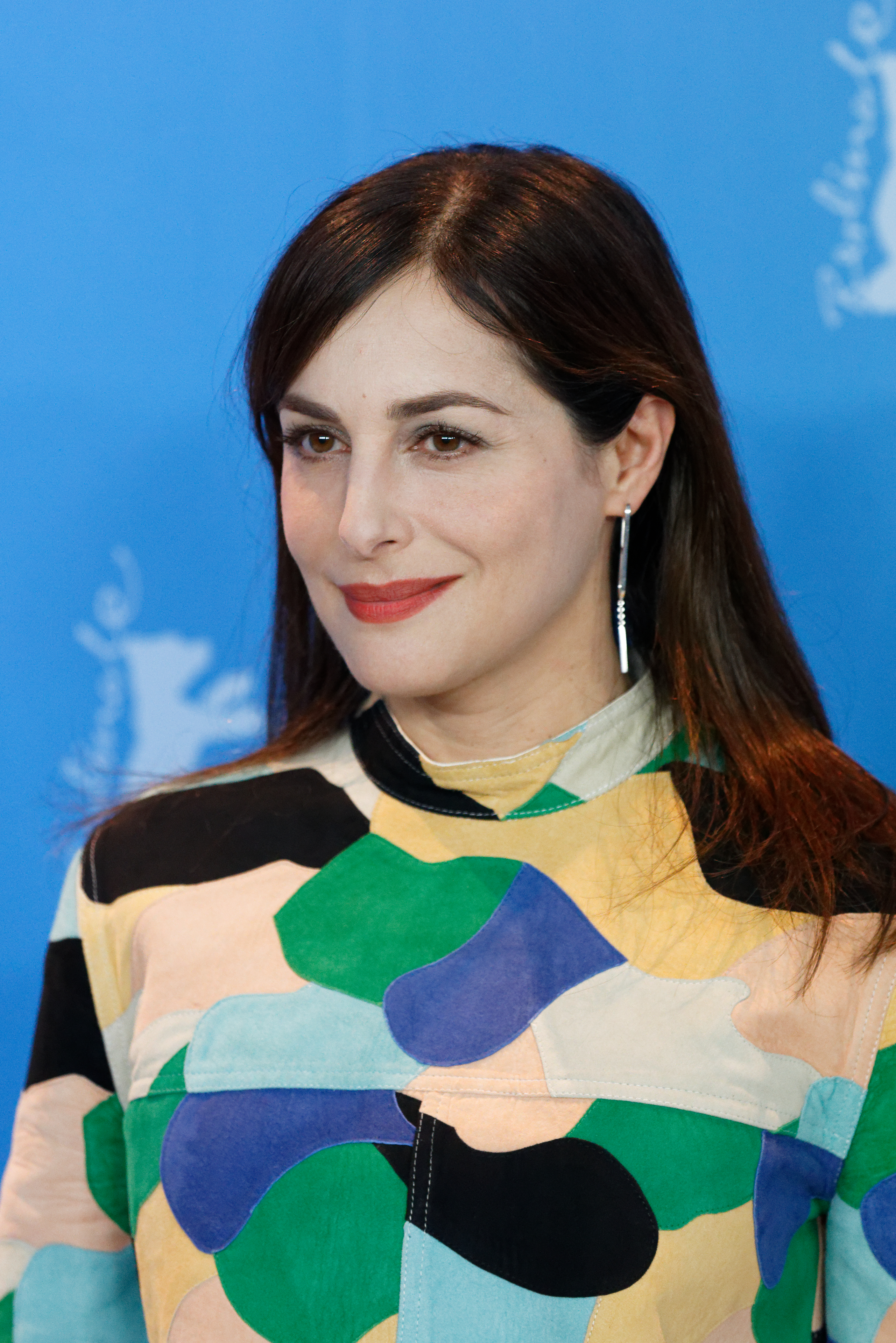
Amira Casar (ảnh chụp năm 2017), đóng vai Đại úy.
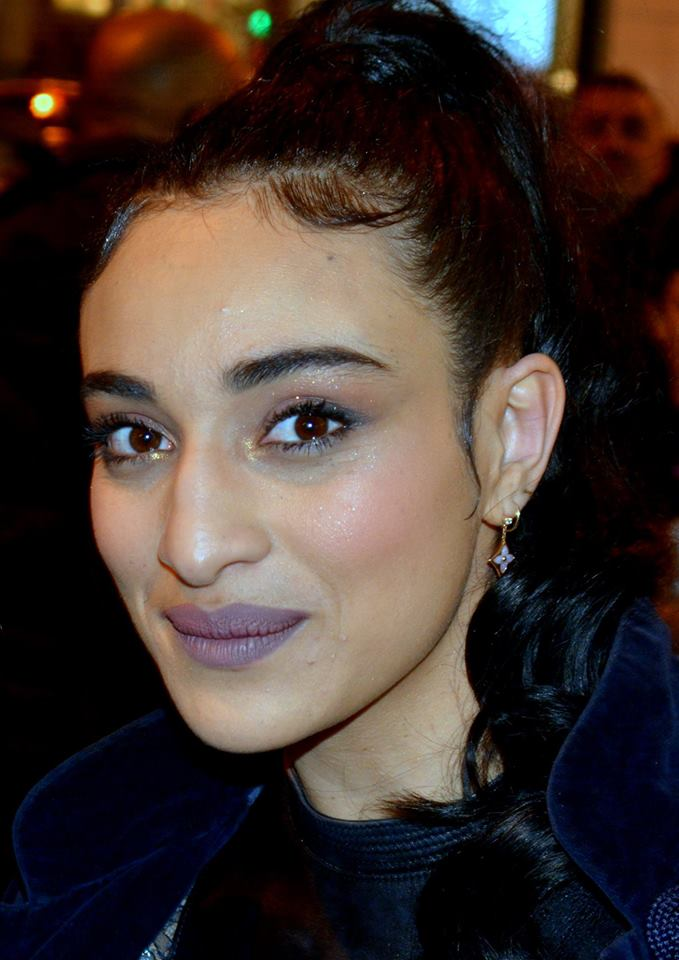
Camelia Jordana (ảnh chụp năm 2018), đóng vai Kenza.
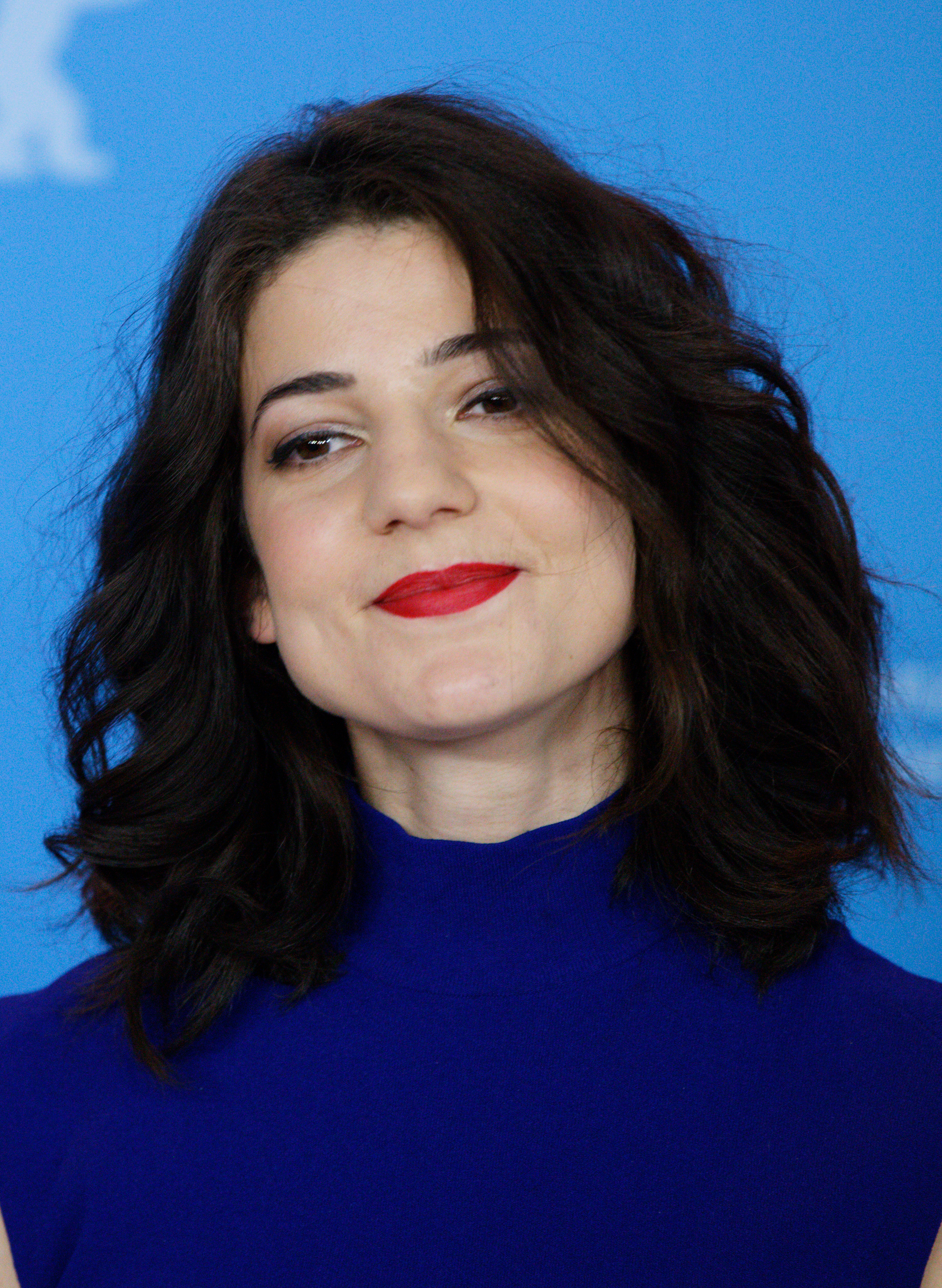
Esther Garrel (ảnh chụp năm 2017), đóng vai Yaël.
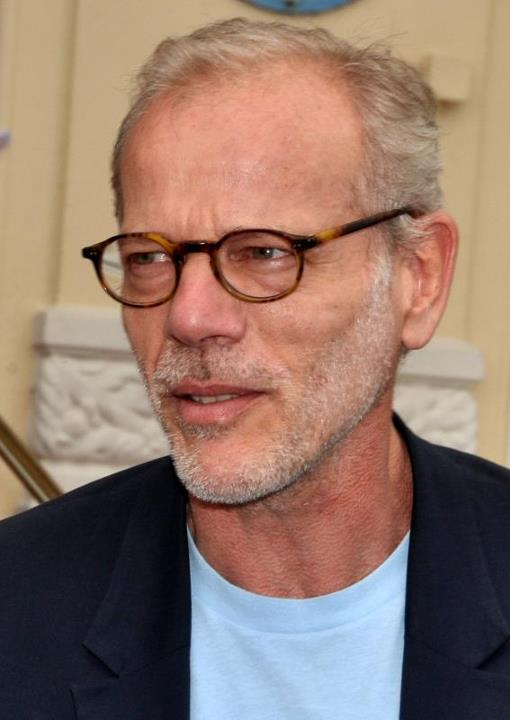
Pascal Greggory (ảnh chụp năm 2012), đóng vai chỉ huy Liên minh.

## Đánh giá
Trong một thông cáo báo chí được công bố trên mạng xã hội, Tập thể các chiến binh nói tiếng Pháp và chiến binh Rojava (CCFR) có quan điểm chống lại Sisters in Arms với cáo buộc "ngụy tạo thực tế lịch sử". Theo đó, bộ phim không đại diện cho các chiến binh cũng như chính nghĩa của người Kurd mà họ đã tuyên bố sẽ bảo vệ. Ví dụ, họ cáo buộc đạo diễn thêu dệt vai trò của Peshmerga để "lấy lòng" người Kurdistan ở Iraq, nơi cô ấy làm phim. Ông tin rằng Caroline Fourest chỉ đang bảo vệ tầm nhìn "phương Tây" của riêng mình về nữ quyền và cuộc đấu tranh của họ. Hơn nữa, các cảnh chiến đấu "kém lấy cảm hứng từ một viễn cảnh Hollywood về chiến tranh [...] mà ngay cả một đứa trẻ cũng không thể tin được". Ngoài ra, bộ phim sẽ làm tổn hại đến “danh tiếng của YPG” trong thế giới Ả Rập. CCFR kêu gọi không đi xem phim.
Caroline Fourest trả lời trên blog của mình rằng: họ là "một tài khoản Twitter ẩn danh" và rằng "họ đã lãng phí thời gian [của mình] cho những troll Thổ Nhĩ Kỳ ăn"